# 木里翠雀花
木里翠雀花（学名：Delphinium muliense）为毛茛科翠雀属的植物，是中国的特有植物。分布于中国大陆的四川等地，生长于海拔3,500米至3,900米的地区，常生长在山地林边及林下，目前尚未由人工引种栽培。

## 异名
- Delphinium muliense W. T. Wang var. minutibracteolatum W. T. Wang